# Canarión
Canarión es un gentilicio coloquial utilizado para referirse a los habitantes de la isla de Gran Canaria (Canarias, España).
El origen del gentilicio está en la isla de Tenerife usado de forma despectiva para referirse a los habitantes de la ciudad de Las Palmas de Gran Canaria y que más tarde extendido a los habitantes de toda la isla, como manifestación del denominado pleito insular. De forma análoga en Gran Canaria es utilizado el gentilicio chicharrero. Sin embargo a diferencia de éste, los habitantes de Gran Canaria no utilizan el término canarión como gentilicio propio.